# Kémecském: Az örök város
A Kémecském: Az örök város (eredeti cím: My Spy: The Eternal City) 2024-ben bemutatott amerikai filmvígjáték, amelyet Jon Hoeber, Erich Hoeber és Peter Segal forgatókönyvéből Peter Segal rendezett. A 2020-as Kémecském című film folytatása. A főbb szerepekben Dave Bautista, Chloe Coleman, Kristen Schaal és Ken Jeong látható.
A filmet az Amazon Prime Video 2024. július 18-án mutatta be.

## Cselekmény
Sophie ráveszi JJ CIA-ügynököt, hogy kísérje el az iskolai kórus olaszországi kirándulására. Ott mindketten egy terrorista összeesküvés áldozataivá válnak, amelynek célpontja JJ felettese, David Kim és fia, Collin – Sophie legjobb barátja.

## Szereplők
| Szerep    | Színész               | Magyar hang    |
| --------- | --------------------- | -------------- |
| JJ        | Dave Bautista         | Varga Rókus    |
| David Kim | Ken Jeong             | Elek Ferenc    |
| Bobbi     | Kristen Schaal        | Pálfi Kata     |
| Sophie    | Chloe Coleman         | Kobela Kíra    |
| Nancy     | Anna Faris            | Bertalan Ágnes |
| Connelly  | Craig Robinson        | Sótonyi Gábor  |
| Crane     | Flula Borg            | Szatory Dávid  |
| Collin    | Taeho K               | Rostás Ábel    |
| Hargear   | Paul du Toit          | Umbráth László |
| Christina | Nicola Correia-Damude | Ruttkay Laura  |
| Ryan      | Billy Barratt         | Baráth István  |

### Magyar változat
- Hangmérnök: Faragó Imre
- Gyártásvezető: Heltai Olga
- Szinkronrendező: Dögei Éva
- Produkciós vezető: Gyarmati Zsolt

A szinkront a Masterfilm Digital készítette el.

## A film készítése
Az Amazon MGM Studios és az STXfilms 2020 augusztusában kezdte el kidolgozni a 2020-as film folytatásának lehetőségét, miután az Amazon Prime Videón sikert aratott. A filmet 2023 februárjában erősítették meg; a rendezői székbe Peter Segal visszatér, Dave Bautista, Chloe Coleman, Kristen Schaal és Ken Jeong pedig újra eljátsszák szerepeiket. Anna Faris, Craig Robinson és Flula Borg csatlakozott a szereplőgárdához, a forgatás még abban a hónapban kezdődött. A forgatás ugyanezen év májusában fejeződött be Velencében.

## Bemutató
A Kémecském: Az örök város 2024. július 18-án jelent meg az Amerikai Egyesült Államokban az Amazon MGM Studios Prime Video streaming szolgáltatásán keresztül.